# Вилья-Матаморос
Вилья-Матаморос (исп. Villa Matamoros), официально Мариано-Матаморос (исп. Mariano Matamoros) — населённый пункт муниципалитета Матаморос в Мексике, входит в штат Чиуауа. Население — 2615 человек (2010).

## История
Первое название поселения — Сан-Исидро-де-лас-Куэвас (исп. San Isidro de las Cuevas), входило в состав муниципалитета Альенде. В 1847 году было включено в состав муниципалитета Идальго-дель-Парраль. 31 июля 1874 года стало самостоятельным муниципалитетом Сан-Исидро-де-лас-Куэвас. 8 июля 1922 года решением конгресса штата поселение переименовано в честь героя борьбы за независимость Мексики Мариано Матамороса — Вилья-Матаморос. Между 1931 и 1932 годами был выделен из состава муниципалитета Парраль, окончательно стал отдельным муниципалитетом 18 нояюря 1995 года с официальным названием Мариано-Матаморос, наряду с которым продолжает использоваться традиционное Вилья-Матаморос.